# Kỳ Thượng, Quảng Ninh
Kỳ Thượng là một xã thuộc tỉnh Quảng Ninh, Việt Nam.
Xã Kỳ Thượng có diện tích 98,12 km², dân số năm 1999 là 504 người, mật độ dân số đạt 5 người/km².